# Mycosphaerella salicicola
Mycosphaerella salicicola är en svampart som först beskrevs av Karl Wilhelm Gottlieb Leopold Fuckel, och fick sitt nu gällande namn av Johanson ex Oudem. 1897. Mycosphaerella salicicola ingår i släktet Mycosphaerella och familjen Mycosphaerellaceae.   Inga underarter finns listade i Catalogue of Life.